# Matrimoni

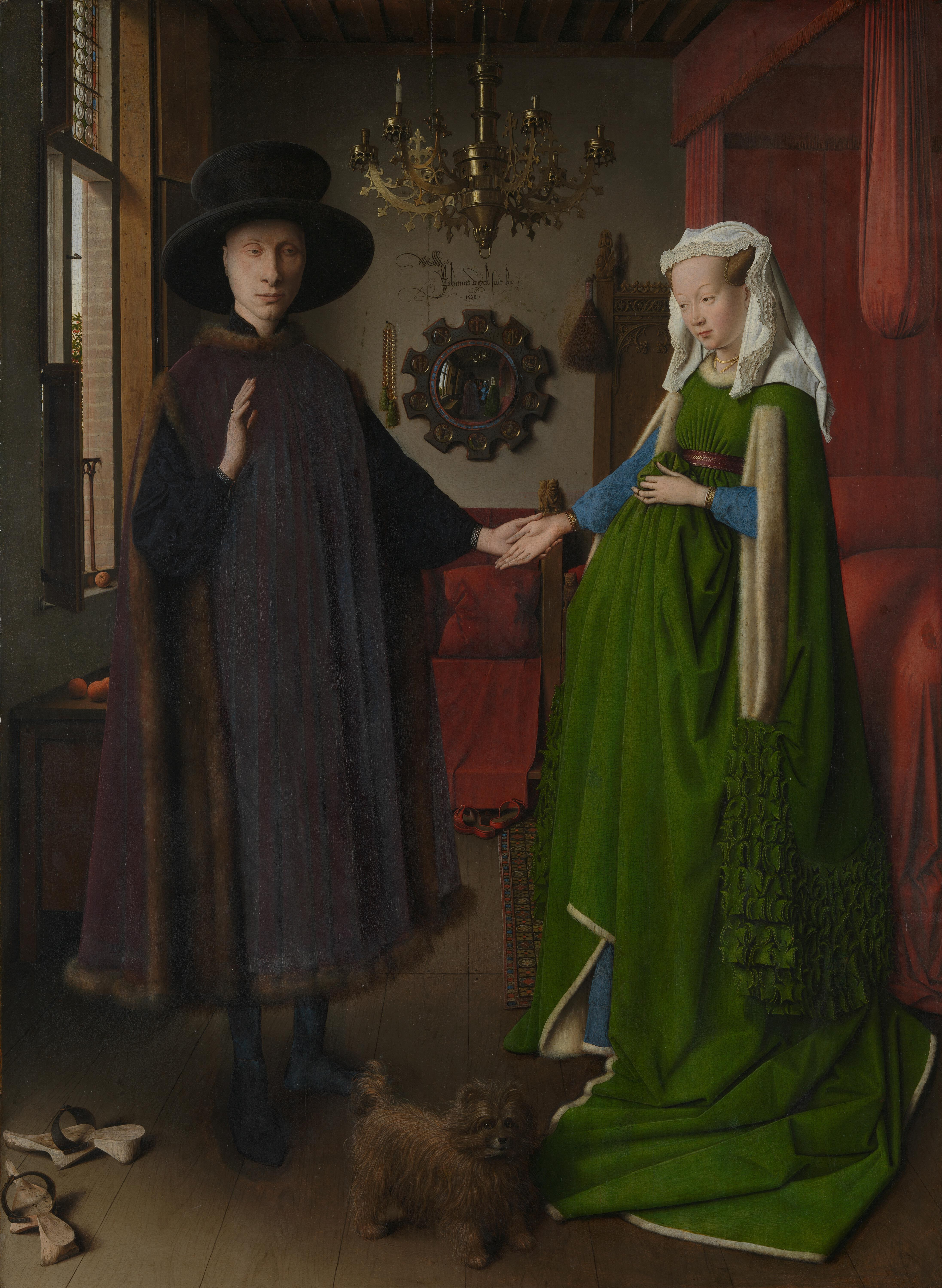
Retrat del matrimoni Arnolfini, per Jan van Eyck

El matrimoni és una relació entre dues o més persones amb un reconeixement social, cultural o jurídic. Té per finalitat proporcionar un marc de protecció mútua o de protecció de la descendència i pot ser motivat per interessos personals, econòmics, sentimentals, de protecció de la família o com a mitjà per a obtenir alguns avantatges socials. A més, el matrimoni pot ésser civil o religiós i, segons la religió o de l'ordenament jurídic, els drets, deures i requisits dels contraents són diferents. L'aversió al matrimoni es denomina misogàmia.

## Origen del terme
La paraula "matrimoni" com a denominació de la institució social i jurídica deriva de la pràctica i del Dret Romà. El seu origen etimològic és l'expressió "matri-monium", és a dir, el dret que adquireix la dona que el contrau per a poder ser mare dins de la legalitat.
La concepció romana té el seu fonament en la idea que la possibilitat que la naturalesa ofereix a la dona de ser mare queda supeditada a l'exigència d'un marit a qui quedar subjecta en eixir de la tutela de son pare i que els seus fills tinguen un pare legítim a què estar sotmesos fins a la seua plena capacitat legal: és la figura del pater familias.

## Característiques generals
La forma més habitual de matrimoni és entre un home i una dona, encara que la definició precisa d'aquesta relació varia d'unes cultures a altres. En diferents temps i llocs s'han reconegut altres varietats. Estadísticament, les societats que permeten la poligàmia com a varietat acceptada de matrimoni són més freqüents que les que només permeten la monogàmia. Tanmateix, la monogàmia és la pràctica més comuna fins i tot en aquelles cultures considerades poligàmiques.
El matrimoni es considera un concepte important perquè contribueix a definir l'estructura de la societat, en crear un llaç de parentiu entre persones (generalment) no properes en línia de sang. Una de les funcions àmpliament reconegudes és la reproducció i socialització dels fills, així com la de regular el nexe d'unió entre els individus i la seva descendència que resulta en el parentiu, el rol social i l'estatus.
En les societats d'influència occidental se sol distingir entre matrimoni religiós i civil. El primer és una institució sociocultural derivada dels preceptes d'una religió, i el segon una forma jurídica, pròpia de la societat i cultura que estableix aquesta llei, que implica un reconeixement i un conjunt de deures i drets legalment definits.
Segons l'Església Catòlica l'origen del matrimoni no és cultural sinó que procedeix de la mateixa naturalesa de l'home en quant que —com diu el llibre del Gènesi— al principi Déu els hauria «creat home i dona». El matrimoni seria, per tant, una institució i no un producte cultural les principals característiques del qual —unitat, indissolubilitat i obertura a la vida— vindrien definides per la mateixa naturalesa de l'amor entre home i dona que exigeix als esposos amar-se l'un a l'altre per sempre i que aconsegueix la seua major expressió en el fill, fruit de l'amor. El reconeixement civil que les lleis fan del matrimoni, segons Roma hauria de respectar la naturalesa d'aquesta institució, i per això l'Església catòlica s'oposa al matrimoni polígam, poliàndric i homosexual.
El matrimoni concertat es basa en la selecció de la parella per part de familiars o persones especialitzades, com ara una alcavota, i s'oposa a la unió on els dos membres es coneixen i lliurement accepten el vincle després d'una fase de relació (on l'amor és l'ingredient principal).

## Fonaments jurídics
Les característiques generals de la institució del matrimoni incloses en alguns ordenaments jurídics, són la dualitat, l'heterosexualitat i el contingut pel que fa a drets i deures. A partir del segle xx, i en les societats d'influència occidental i procedent del liberalisme s'arreplega també el principi d'igualtat social, amb un pes creixent en les regulacions derivades.
- La dualitat del matrimoni és el principi pel qual la institució està prevista, en principi, per a unir dues persones i vincular-les amb vista a la seua convivència i procreació. Una excepció molt important a aquest principi es troba en alguns ordenaments (en especial els de base islàmica), que reconeixen la possibilitat que un home contraga matrimoni amb més d'una dona; però fins i tot en aquest cas la institució vincula una persona amb una altra, per tant les diverses dones que un musulmà puga tindre no estan unides, en principi, per cap nexe jurídic ni tenen drets i obligacions entre si.
- L'heterosexualitat matrimonial exigeix la pertinença de cada contraent a un dels sexes, de manera que un home i una dona són els únics que, en principi, poden contraure matrimoni. Aquest principi va ser modificat en alguns països en favor del principi d'igualtat, a fi de reconèixer la paritat de drets i obligacions entre home i dona i estendre els beneficis que implica la institució del matrimoni a parelles formades per persones del mateix sexe.
- Els Països Baixos, Bèlgica, Espanya, Canadà i Sud-àfrica, així com l'estat de Massachusetts (Estats Units), han admés el matrimoni entre dues persones del mateix sexe (matrimoni homosexual) i, per tant, han modificat l'anterior definició legal del matrimoni en concebre'l com la unió de dues persones.
- El contingut quant a drets i deures dels cònjuges varia en funció de l'ordenament jurídic de cada país, però generalment tots els imposen l'obligació de viure junts i guardar-se fidelitat, de socórrer-se mútuament, de contribuir a l'alçament de les càrregues familiars i d'exercir conjuntament la potestat domèstica i la pàtria potestat sobre els fills, que es presumeixen comuns excepte prova en contra. Les singularitats del contingut del matrimoni quant a drets i deures dels cònjuges deriven en cada país de la seua pròpia concepció cultural de la institució, que ha donat forma a la mateixa en la seua legislació positiva i en la seua pràctica jurídica.

## Efectes del matrimoni
El matrimoni produeix una sèrie d'efectes jurídics entre els cònjuges i enfront de terceres persones, dels quals els fonamentals són les obligacions conjugals, el parentiu i el règim econòmic del matrimoni. A més, en la majoria de països produeix de dret l'emancipació del contraent menor d'edat, amb la qual cosa aquest queda lliure de la pàtria potestat dels seus pares i podrà d'ara en avant actuar com si fora major, encara que posteriorment es divorcie.

## Sexe i procreació

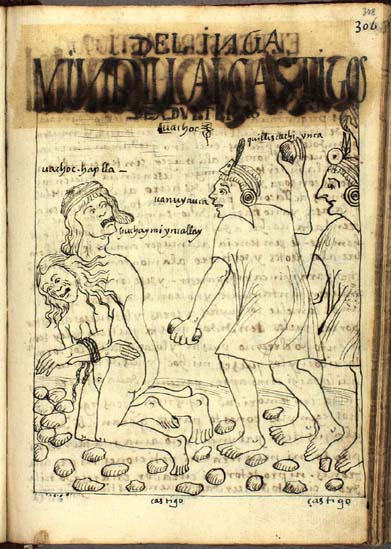
Cultura inca - la dona i l'home a ser lapidada per adulteri. Per Huamán Poma.

Moltes de les principals religions del món jutgen desfavorablement les relacions sexuals fora del matrimoni. Per moltes d'aquestes religions, les relacions sexuals d'una persona casada amb una altra de casada que no sigui el seu cònjuge és anomenat adulteri i considerat un pecat, la qual cosa continua sent, en alguns països, motiu de divorci.
En alguns països, com l'Aràbia Saudita, el Pakistan, l'Afganistan, Iran, Kuwait, Maldives, el Marroc, l'Oman, Mauritània, els Emirats Àrabs Units, Sudan, Iemen, qualsevol forma d'activitat sexual fora del matrimoni és il·legal. En alguns d'aquests països es castiga amb la lapidació. En moltes cultures, especialment els musulmans, les dones i les nenes qu són acusats de tenir relacions sexuals fora del matrimoni són víctimes dels crims d'honor.
El matrimoni, en moltes doctrines, com la doctrina Catòlica Romana, exigeix la seua consumació per l'acte sexual. La no consumació (és a dir, el fracàs o la negativa a participar en el sexe) pot ésser motiu d'anul·lació com fou el cas del matrimoni format entre John Ruskin i Effie Gray.
Tot i això hi ha parelles que segueixen casades sense tindre fills, ja sigui per elecció, per infertilitat o per qualsevol altre factor que impedeixi la concepció dels fills. En algunes cultures el fet matrimonial imposa una obligació a les dones a tenir fills. Així, per exemple, al nord de Ghana, el pagament de l'escreix (donació de caràcter voluntari, que el marit fa a la muller, que compensa en certa manera el dot aportat per ella, per tal d'ajudar al sosteniment de les despeses familiars, d'acord amb el règim econòmic de separació de béns) és gairebé un deure per a les dones a tindre fills. Això es tradueix en què totes aquelles dones casades que utilitzin mètodes de control de natalitat afronten el perill d'ésser objecte de maltractaments físics o represàlies.
D'altra banda, el matrimoni no és un requisit previ per tindre fills, i tenir-los fora del matrimoni és avui dia no tan infreqüent com en el passat. A tall d'exemple, als Estats Units, el Centre Nacional per a Estadístiques de la Salut (National Center for Health Statistics) va informar que el 1992, el 30,1% del naixements van ser de dones solteres. Per a l'any 2010, aquesta xifra havia augmentat al 40,8%. Aquesta tendència respon al fet que, fins fa poc, els nens nascuts fora del matrimoni eren etiquetats com a il·legítims i patien discriminacions jurídiques i l'estigma social. Per contra, i en els darrers anys, la rellevància jurídica d'il·legitimitat d'aquells nens ha minvat i llur acceptació social ha crescut, especialment en els països occidentals.
A Espanya en 2011, 37,3% del naixements van ser de dones solteres; en Catalunya 42%.

## Evolució històrica

### Costum matrimonial a l'antiga Grècia
El matrimoni, a l'antiga Grècia, és sobretot la unió de dues persones en un mateix culte domèstic, que tindran uns fills legítims com a continuadors d'aquest culte. En segon terme, és una associació d'home i dona per a compartir les penes i les bondats de la vida, amb la dona ocupant-hi un lloc sempre secundari.
El fill mascle ha d'oferir, després de la mort del pare, els àpats fúnebres que han d'assegurar el repòs i el benestar dels avantpassats.
El matrimoni té, doncs, una importància especial, perquè el fill ha de perpetuar necessàriament el culte domèstic, i ha de ser en tot cas legítim. La dona té una representativitat escassa com a continuadora de l'oíkos (propietats, casa, bestiar...). Això fa imprescindible la recerca de fills mascles, dedicats no solament a l'administració i continuació del patrimoni familiar, sinó també a subministrar els soldats necessaris a la defensa de la pólis.
L'activitat pròpia de l'home era l'administració de l'oíkos i la transmissió d'aquesta herència, la dona quedava relegada al manteniment de la llar i a la procreació, no podia heretar però sí transmetre l'herència a través dels fills. A Grècia la mort d'un home sense descendència implicava que el patrimoni es dividia entre els parents més propers. Aquest fet era una desgràcia política i religiosa: Políticament perquè significava una disminució d'oíkoi' i en el pla religiós es perdia una unitat de culte als avantpassats.
Donat que segons els codis grecs la dona no podia heretar s'establí la figura de l'epíklera o hereu femení : Quan el ciutadà moria deixant només una filla, aquesta rebia els béns del pare, però havia de casar-se amb el parent més proper de la línia paterna per tal que administrés el patrimoni perquè ella no ho podia fer. El parent proper i marit, que solia ser el germà més gran del pare, en cap moment heretava el patrimoni; quan naixia un fill mascle, aquest esdevenia hereu de l'avi.
La institució de l'epíklera va funcionar a la Grècia clàssica, amb petites variants i denominacions, fins poc abans de l'expansió hel·lenística; L'establiment de la monarquia i l'individualisme trencaren les línies de parentiu i, a poc a poc, esdevingué innecessari. Cap al segle iv aC ja era una institució en crisi.

### El matrimoni a Roma
El matrimoni, a Roma, es caracteritza per dos aspectes: en primer lloc, se circumscriu a la classe social dels patricis, als quals més tard s'afegeixen altres pobladors que adquireixen la ciutadania romana i, en segon lloc, respon a una sèrie de canvis produïts a llarg termini i que n'afecten l'existència.
El matrimoni romà és, potser, la institució que més es transforma al llarg de la seva història: oscil·la del matrimoni de l'època pagana al matrimoni cristià; no sols són diferents quant a concepció social i moral, sinó també quant a estructura jurídica.
dins la història de Roma fins al segle ii aC. Hi apareix un sistema matrimonial semblant al grec pel que fa a l'essència: A l'origen es confonia amb el dret sagrat patrici: era una unió santa, que establia entre l'home i la dona una societat completa de vida (consortium omnis vitae), constituïa, com a Grècia, una comunitat de culte i un lloc de procreació de l'hereu (heres sacrorum), que havia de perpetuar el culte als avantpassats.

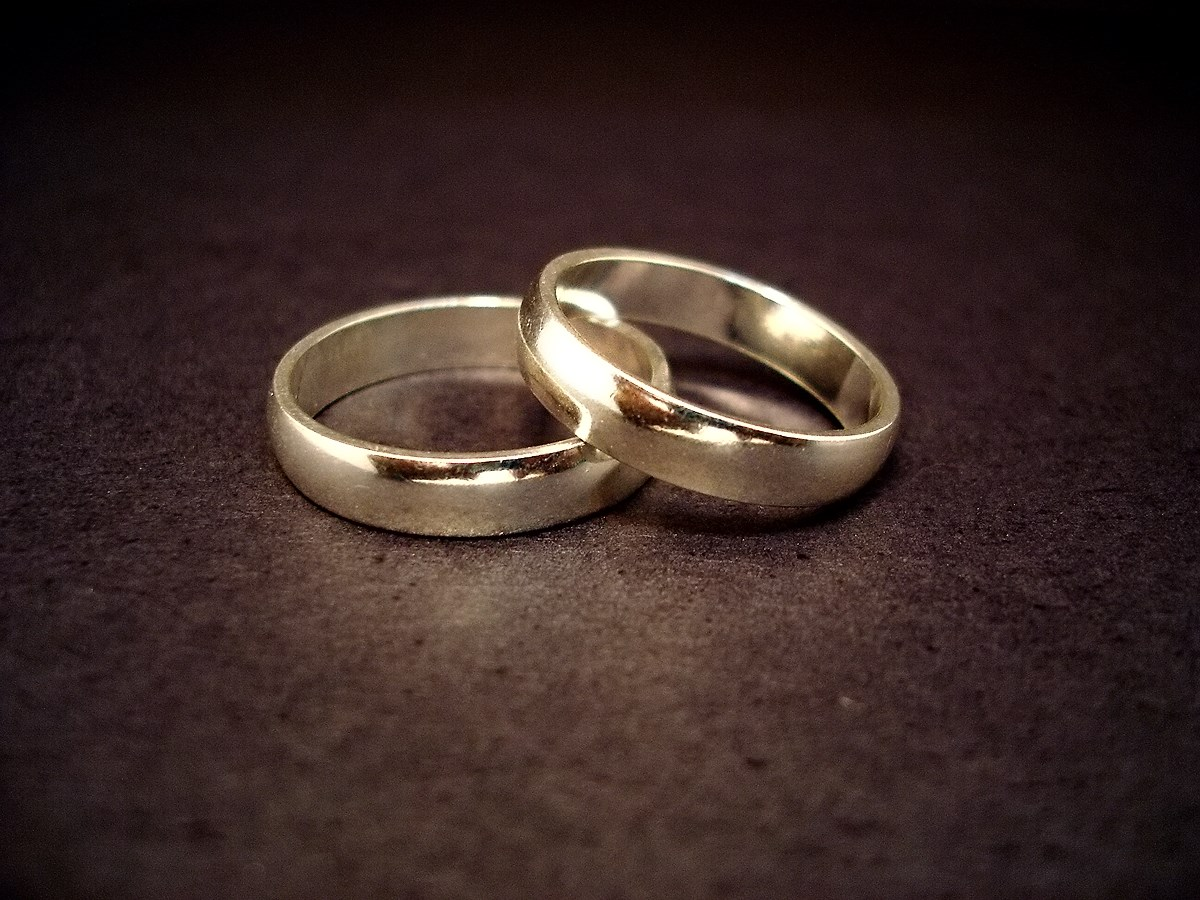
Anells de casament

La formació de la parella es contractava mitjançant una convenció, un contracte solemne i ritualitzat anomenat sponsio (d'ell se'n deriva sponsalia : esposalles) duta a terme pel pare de la dona i el futur marit, com a prometatge. Hi havia un intercanvi d'anells i un seguit de pactes econòmics, entre ells la pecunia que el pare donava a la filla. La celebració posterior del matrimoni era de caràcter familiar i religiós, i no requeria cap acte jurídic formal. Hi havia ofrenes als déus, intercanvi de consentiments mutus davant dels membres de la família i almenys deu testimonis. Finalment, l'àpat de celebració.
Amb posterioritat al segle ii aC, del dret clàssic i de la República, s'havien establert diferents tipus d'unió matrimonial: el matrimoni regular entre ciutadans romans (iustae nuptiae), el matrimoni inferior o concubinat, dels que no poden o no volen contractar les iustae nuptiae, els enllaços entre ciutadans no lliures i les unions entre esclaus.
Les núpcies —iustae nuptiae, iustum matrimonium— són establertes segons la normativa del dret, creen una comunitat de vida entre els esposos, i la dona hi adquireix la situació de materfamilias, l'esperança d'una descendència i el rang social del marit. Aquesta unió es distingeix del stuprum, o unió passatgera, i del concubinat.
El concubinat és considerada una unió honorable, per bé que no reconeguda pel dret. En principi, doncs, no té efectes jurídics. La distinció entre matrimoni i concubinat a Roma és difícil de separar en la pràctica. Ambdós són consensuats entre home i dona, tenen la unió i la vida comuna, però, en no estar definit jurídicament, el fill resultant és de la mare, i aquesta pot ser tractada com a esposa, però no d'acord amb els títols de l'home.
A la fi de la república i durant l'Alt Imperi, entre els segles I aC i II dC, els costums matrimonials evolucionen novament. La pràctica de les iustae nuptiae era anteriorment relegada a les classes patrícies i als ciutadans que tenien béns a transmetre. Les classes urbanes o rurals sense ciutadania ni béns, sembla que practicaven el concubinat. Finalment, els esclaus tenien les unions que podien i amb la forma que podien d'acord amb l'habitual contubernium. Tot això canvia. En el segle ii Tertul·lià explica que el matrimoni de les esclaves és un fet habitual fet que sembla indicar una variació profunda en la moral romana.
Aquesta variació és entesa, per un bon nombre d'estudiosos, com una conseqüència de l'expansió del cristianisme a Roma. Tot i que part d'aquests estudiosos, com ara Paul Veyne, indiquen que el canvi moral apareix en les classes patrícies romanes des de Ciceró, i que és recollida, i augmenta, en obres d'autors com Sèneca, Plutarc i Quintilià, en què el to moralitzant és constant; i per acabar, té una bona representació en les idees estoiques d'Epictet i Marc Aureli, abans de ser represes per la moral cristiana.
En el Baix Imperi (segles III-V dC), la legislació sobre el matrimoni és dominada pel règim imperial i per la preocupació moral cristiana. Vol garantir l'estabilitat de la unió, assegurar la comunitat i reciprocitat d'obligacions entre esposos i protegir els interessos de la vídua i dels fills. El matrimoni esdevé la creació d'una comunitat conjugal, més que el tractat entre dues famílies. I es constata la progressiva desaparició del concubinat, substituït per un matrimoni regular.
L'estabilitat de la unió és tractada a nivell d'esponsàlies, amb què es pretén garantir la promesa de matrimoni respectant la paraula donada des de les prescripcions cristianes. De Constantí endavant la ruptura injustificada de la promesa matrimonial rep una sanció legal.
En un llarg procés històric —tretze segles de vida romana—, el matrimoni passa a ser la unió entre parelles d'uns quants habitants privilegiats d'una petita ciutat de la península Itàlica, a constituir la unió de parelles en una extensa àrea geogràfica europea.
Les esposalles, com a contractacions prematrimonials, es readapten sobre la base dels interessos familiars: Primerament, el poder dels pares apareix nítid a l'hora d'establir els fills. Més tard, aquest poder es refugia darrere del consentiment mutu entre nuvis, que força i concreta la unió. El culte dels primers temps als avantpassats de la família del marit passa, en l'etapa final del matrimoni romà, al culte comú cristià. La subjecció i assimilació de la dona a la família del marit, que s'estableix en la concepció primigènia del matrimoni, esdevé, amb el pas del temps, una societat que cerca l'amor i el respecte recíprocs.

### De l'inici del Cristianisme al Decret de Gracià. El dret antic (segles II-XII)
En aquest període, es dona una etapa formadora i ordenadora de la institució matrimonial que serà realitzat per l'Església que, en el seu rol d'ordenadora social, acaba assumint una sèrie d'aspectes que en un principi li eren aliens, però que, en associar-se amb el poder de l'Estat, pren dins la seva responsabilitat i els quals desenvolupa fins a crear un cos jurídic. D'aquesta manera, fent servir una majoria de principis jurídics romans, l'Església empelta formes d'entendre el dret i el costum d'altres pobles. Tot això ve donat per l'obligatorietat de donar resposta als problemes socials bàsics. I arriba un moment a l'alta Edat Mitjana que es fa necessària la regulació del matrimoni pel fet que esdevé un problema social d'obligada resolució.
Mentre l'Església es veié enfrontada al poder civil romà aquesta anteposava el celibat a qualsevol altra condició civil dels seus membres. Aquesta anteposició es derivava de les paraules de l'evangeli de sant Mateu, que profetitzaven la segona arribada del Crist i la propera fi del món. No calia casar-se, perquè la procreació de l'espècie era ja innecessària. Escrits cristians posteriors presenten parers diferents: Climent d'Alexandria en el tercer llibre d'Stromata és mostra favorable al matrimoni, per contra Tertul·lià opina que el matrimoni fou necessari al principi de la creació per a poblar la terra, però en aquell moment —segle ii—, com que la fi del món era imminent, només es justifica per evitar la fornicació.
Com que se succeïen les generacions i la fi del món no arribava, el discurs va anar variant. El matrimoni va deixar de ser una cosa merament profana i acabà tractada —en el camp religiós— a nivell teològic des de l'anàlisi dels textos sagrats jueus i cristians. D'aquesta manera, els capítols segon i tercer del Gènesi, amb la creació d'Adam i Eva, les normes sobre divorci de sant Mateu, les bodes de Canà a l'evangeli de sant Joan i sobretot el capítol 5è de la carta als Efesis de sant Pau, foren els punts de partida de la doctrina teològica i canònica posterior.
A partir de l'any 313, després de la victòria de Constantí sobre Maxenci, l'Església surt definitivament de la clandestinitat amb l'edicte imperial de tolerància, i dotze anys després, el 325 convoca el gran Concili de Nicea que constitueix el punt d'inflexió entre una Església perseguida i una Església acostada al poder.
Després d'això, les tensions entre celibat i matrimoni s'atenuen. El matrimoni s'acomoda damunt la legislació civil romana i la moral cristiana damunt la vida conjugal. Només queden tensions en contra del matrimoni en el si de l'Església en tant que es prioritza la virginitat i la continència com a superior a l'estat matrimonial.
La ingerència de l'Església en l'ordenació del matrimoni és lenta, en el segle IV encara es manté la separació entre la legislació civil i la doctrina cristiana. Sant Jeroni escrivia unes són les lleis dels Cèsars i les doctrines de Papià i altres les de Crist i Déu. La societat funciona, en allò matrimonial, sobre unes lleis paganes que el cristianisme a poc a poc anirà canviant. No és fins als segles vii i viii que comença a legislar-se contra actuacions matrimonials concretes, com el rapte, les segones núpcies de la dona, la forma de celebrar el ritu matrimonial o els impediments sobre consanguinitat o sobre l'edat per a maridar-se.
Segons la legislació romana, les categories de la dona ajuntada a l'home per la via matrimonial eren dues: sponsa i uxor. Les dues categories eren resultat d'una forma matrimonial que s'iniciava amb les esponsàlies i acabaven amb la conducció de la dona a casa del marit. Els termes sponsus, sponsa, procedeixen de la paraula spondeo, prometre. L'Uxor, d'ungir, fa referència era la dona que en l'antiguitat, en arribar el seguici que l'acompanyava a la casa del marit, abans d'entrar-hi s'adornava la llinda amb garlandes de llana i ella era ungida. El matrimoni tenia, doncs, dues fases, una de negociació entre famílies, que acabava en una promesa d'unió, i l'altra de compliment de la promesa. Aquesta fórmula va mantenir-se fins que la influència del cristianisme va introduir el terme desponsatio, un terme diferent de l'emprat per designar les esposalles romanes. L'origen del nou terme s'esdevé de la dificultat que van trobar els primers pares de l'Església en sorgir les preocupacions per determinar si Maria fou verge o no en concebre el seu fill, com també en tractar d'explicar en termes romans els usos i costums de la llei matrimonial mosaica entre Maria i Josep.
En les traduccions dels Evangelis i en la literatura interpretativa dels primers autors cristians no encaixaven les fórmules romanes de sponsa i d'uxor. L'sponsa havia establert una promesa de matrimoni, però encara no era casada. Al seu torn, el nuviatge judaic constituïa l'inici del matrimoni; la llei mosaica ignorava el matrimoni que es practicava a Roma. La preparació es limitava a pactar el règim del casament: el dot, l'herència dels futurs fills i en tot cas les indemnitzacions en cas de repudi. Els costums jueus tampoc no donaven gran valor religiós a la virginitat, excepte en sectes com els essenis.
D'aquesta manera, quan va haver-se d'explicar el règim matrimonial de la Verge, va adaptar-se el terme desponsatio, amb les seves variacions, per indicar que aquesta era casada però encara no havia consumat el matrimoni: la verge podia ser desponsata però no nupta (Tertul·lià). Traslladat això a la nova formulació matrimonial d'influx cristià, va fer que apareguessin les tradicions sobre les unions corporals per donar pas al reconeixement de l'estat de casat, com les benediccions del llit de noces, l'acompanyament al llit dels nuvis per part dels pròxims, l'allitament dels nuvis impúbers, etc.
Desponsatio fou emprat en la traducció dels evangelis i en explicacions teològiques epistolars, en sermons, etc. que des d'aquest camp va passar a formar part de l'incipient dret canònic. De les diferents utilitzacions en destaca la interpretació feta en els tractats legals germànics: desponsatio apareix lligat amb la noció de matrimoni per etapes que tenen aquests pobles, en què les bodes, de l'inici a la consumació, passen per dues fases. Aquesta interpretació s'imposarà posteriorment. En el segle ix, els capitulars de Carlemany distingeixen sponsa i desponsare, segons que el legislador segueixi la tradició jurídica romana o la germànica. Gracià, en el segle xii, intentarà harmonitzar criteris amb el matrimoni rat i el matrimoni consumat i amb les fórmules consensuals ratificades per la còpula carnal com a fixació definitiva de l'estat matrimonial.
Dins el món feudal, les famílies, i encara més els llinatges, tracen la complexa trama del matrimoni a través de la llibertat de costums i la imprecisió del dret. Aquest es basa en el sistema de la desponsatio, que si al principi era un terme adoptat per a l'explicació del matrimoni de la Verge, es transforma en una mescla de costums i drets germànics i d'antic dret romà. Aquesta adaptació està amb raó de les dues etapes que tenen les bodes germàniques: la Verlobung, com a contracte que lliga tant el futur espòs com el qui té l'autoritat de casar la futura dona, i la Trauung o lliurament de la noia al marit. Aquesta imprecisió es mantindrà fins a la recuperació de l'antic dret romà per l'escola de Bolonya, a través de Gracià i dels seus seguidors, els quals depuraran aquests conceptes.
Fruit d'aquesta manca d'ordre en què el costum ajuda a regir els actes humans, només hi ha un acte que pugui donar força i ratificar els llinatges i les famílies dels nuvis que han creat un vincle entre ells: aquest acte és la còpula carnal com a consumació de la Trauung. La unió sexual és la percepció entenedora per tothom i dona fermesa a conceptes jurídics de tota classe. Per això molta iconografia de la baixa edat mitjana conté l'escena en la qual es porten els nuvis al llit: entorn de la parella allitada, es poden observar els familiars i fins a alguna autoritat eclesiàstica que dempeus contemplen els nuvis. El dret canònic posterior qüestionarà sempre més, en els casos de separació o dissolució matrimonial, l'existència de relacions sexuals per poder fallar en un sentit o en un altre.

### El Dret Nou: Des del Decret de Gracià fins al Concili de Trento(Segles XII-XVI)
Si a l'etapa anterior es caracteritza per una manca de regulació, des del Decret de Gracià s'aprecia una altra actitud per part de la jerarquia eclesiàstica. Hi ha força indicis per establir la hipòtesi que, des del moment que els juristes del segle xii recuperen el dret romà, les esposalles convertides en matrimoni de futur poden satisfer els interessos de família en el casament dels fills. S'estableix una unió que no és plena i salvaguarda la posterior voluntat dels impúbers i les conveniències de pares i tutors. El resultat va comportar un alentiment de la pràctica del casament d'infants pel costum, i van guanyar força les directrius matrimonials dictades per l'Església.
Des del segle xii, el pontífex romà i la cúria regulen les normes canòniques. Això elimina la vaguetat jurídica anterior, que sorgia dels cànons dictats pels concilis regionals o dels decrets dels bisbes, i ara la normativa passa de localista a continental. Aquesta és la culminació d'un procés lent que s'havia iniciat amb la reforma gregoriana a la fi del segle xi i que continua amb el predomini d'allò espiritual sobre allò temporal, amb la independència i força que els papes assoleixen davant els emperadors alemanys.
EL dret canònic s'imposa, la regulació d'aquest és també de construcció lenta: S'inicia amb el Decret de Gracià aparegut entorn de l'any 1140 al qual s'hi afegeixen les Quinque Compilationes Antiquae, que es formen del Breviarium (1190) de Bernat de Circa aparegut en 1190, que recull les Extravagants dels papes Alexandre III, Luci III, Urbà III, Climent III, Celestí IV i els manaments dels concilis lateranenses; la col·lecció segona d'Extravagants de Joan de Gal·les glossades i aparegudes en 1202; la col·lecció tercera, que recull decrets fins a Innocenci III, recopilats per Bernat de Compostel·la i Pere de Benevent; la quarta col·lecció recollida i glossada per Joan el Teutònic; i, finalment, la cinquena col·lecció d'Extravagants recollides pel papa Honori III quan era el monjo Tancred.
En 1230 apareixen les Decretals de Gregori IX, recollides per sant Ramon de Penyafort, que constitueixen la base del Corpus Iuris Canonici, on es reuneixen els textos anteriors depurats, més les normes establertes entre les Extravagants i Gregori IX. El llibre va ser dividit en cinc decretals; en la quarta decretal acumula tota la legislació sobre matrimoni.
l'aparició del Dret Nou, amb una forta regulació del matrimoni a l'inici i fins a la celebració, va conduir el matrimoni des d'una qüestió d'ordre privat a una d'ordre públic: i d'una expressió de la simple voluntat entre famílies a un afer conduït per l'Església.
Arran de la unificació del dret canònic, l'única via de casar criatures que va quedar fou la de la dispensa. La dispensa d'edat per casar-se contempla la possibilitat de poder constituir matrimonis infantils sobre la base de raons de caràcter urgentíssim o per tal de posar pau. Aquesta dispensa té un punt de partida en la decretal de Gregori IX, núm. II, De Desponsatione Impuberum. El text estableix primer la prohibició del matrimoni abans de l'edat legal, al qual s'afegeix:
| «                        | (llatí) [...]nisi forte aliqua urgentissima necessitate interveniente, ut pote bono pacis | (català) [...]excepte per urgentíssima necessitat o per posar pau | » |
| — Pithoeo, 1687: II, 104 |                                                                                           |                                                                   |   |

### El Dret Novíssim: des del Concili de Trento fins a la publicació del Codi de Dret Canònic de 1917
En aquesta etapa s'hi concreta una nova sensibilitat sobre el casament i es caracteritza per la consolidació del model matrimonial eclesiàstic, que s'imposa en la cultura occidental, introduint un eix del matrimoni entorn de les disposicions teològiques i canòniques. Un cop imposat aquest eix, el matrimoni es concreta com un sagrament de l'Església, la qual farà valdre la seva autoritat per reconduir definitivament vers un ordre l'àrea de les esposalles i els matrimonis. Les esposalles tindran ara una validesa parcial, en tant que, quan una de les parts no vulgui fer el pas del matrimoni, aquelles seran anul·lades pels tribunals eclesiàstics. Només planarà damunt d'ells la voluntat dels contraents.
D'altra banda, el matrimoni infantil es complicarà amb l'obtenció de dispenses, tant en la comprovació de la pubertat abans de l'edat legal, com en les raons de pau entre famílies. El segle xviii, s'imposaran unes comprovacions sobre la maduresa intel·lectual dels infants. El Dret canònic final canviarà les edats per casar-se i les retardarà als 16 i als 14 anys dels nois i de les noies, respectivament.
D'altra banda, els canvis socials, les noves idees del Renaixement i la Il·lustració, l'augment de l'educació, el fet d'un enriquiment general i d'una millora sanitària, que es produiran lentament, faran que desaparegui la urgència d'establir aliances entre famílies mitjançant matrimonis a futur. I a la fi del segle xix i en el segle xx, els casos de matrimoni infantil perdran la manipulació paterna per raons econòmiques, i reapareixeran, en els pocs exemples que hi ha, com a cobertura de les formes socials per raó d'embaràs prematur. El matrimoni infantil es veurà alhora reduït a casos anecdòtics.
El Concili de Trento declara com a dogma de l'Església que el matrimoni és un sagrament abans que un contracte i, per altra part, es discuteixen els casos del matrimoni clandestí i el divorci en cas d'adulteri. Amb el Decret Tametsi, aprovat a la sessió XIV del dia 11 de novembre de 1563, el casament queda normalitzat en el món catòlic: té una mecànica uniforme i una normativa sense gaires fractures.
El capítol I del Decretum de Reformatione Matrimonii (o Decret Tametsi) tracta de la forma de celebrar el matrimoni; el capítol II tracta de la cognació espiritual; el tercer capítol precisa els qui queden afectats per la pública honestedat; el capítol IV contempla l'afinitat, els graus de parentiu i la seva dispensa; el capítol VI analitza els raptes; el VII, els bígams; el VIII, el concubinatge i les seves penes; el capítol IX parla de les interdiccions contra els qui coarten la llibertat matrimonial; finalment, el capítol X parla de les prohibicions matrimonials en èpoques determinades de l'any.
Cal afegir això a l'efecte global de la Contrareforma, que situa els fidels de l'Església catòlica lluny de la comoditat i distensió en la pràctica religiosa tinguda fins aleshores. Després de Trento, tal com va passar posteriorment a la Reforma luterana, va abandonar-se una religió dissoluta, perduda en la simonia i en la distensió, i es va passar a una religió meticulosament ordenada. De manera que, tant en el sector protestant com en el catòlic, sorgeix una tendència en una religió tensa i legalista com va quedar establerta el segle xvi.
El monopoli que tenia l'Església catòlica des de feia segles sobre el matrimoni va ser trencat poc abans del Concili de Trento per la separació de l'Església d'Anglaterra i les Reformes luterana i calvinista. Com que cap d'elles no va estar d'acord amb els manaments del Concili de Trento, el matrimoni no fou considerat un sagrament, sinó un contracte laic; per tant, les actuacions sobre la constitució, separació o divorci, passaren a ser competència dels tribunals civils i no competència jurídica eclesiàstica, excepte en el cas de l'anglicanisme, que a l'inici va tractar en els tribunals de les diòcesis aquests casos.
A Europa els últims dos-cents anys han estat de canvis, des de la utilitat constatada del Codi de Napoleó i la influència de les escoles jurídiques alemanyes. Europa va dedicar-se a legislar sobre totes les parcel·les que podia del comportament humà i social.
El matrimoni, en passar de mica en mica a jurisdicció laica, també entra en aquesta dinàmica, que fins aleshores, a l'Antic Règim, només havia rebut atenció legal en la parcel·la que corresponia a salvaguardar l'acceptació i la voluntat paterna, així com en qüestions dotals o d'àmbit econòmic; és a dir, les merament contractuals.
Quan les idees renovadores socials entraren en la percepció de les classes dirigents de cada país, s'estableix al continent europeu un principi de divergència legal important quant a les edats mínimes per casar-se. Així en el segle xix s'observen diferències importants : Àustria, 14 anys complerts tant per a l'home com per a la dona; Itàlia, Bèlgica i Romania, 20 anys complerts per a l'home i 15 per a la dona; Alemanya, 21 anys complerts per a l'home i per a dones a partir dels 16 anys complerts. Als Països Baixos, Suïssa, Rússia i Hongria permeten el matrimoni a partir dels 22 anys en l'home i 16 en la dona, tots complerts; amb la salvetat que la zona de la Caucàsia russa té establerts 15 i 13 anys complerts. Dinamarca tenia establerts els 20 i 16 anys complerts. Espanya, Regne Unit, Portugal i Grècia conservaven les edats canòniques amb 16 i 14 anys complerts.

## Aniversaris en la cultura popular occidental
La cultura occidental celebra els aniversaris de casament i els associa a un element material. Els més comuns són els següents:
- 1r aniversari: paper o cotó
- 5è: fusta
- 10è: estany
- 12è: seda
- 15è: vidre o cristall
- 22è: bronze
- 25è: plata
- 30è: perla
- 50è: or
- 60è: diamant
- 70è: platí